# ゴールウェイ芸術祭
ゴールウェイ芸術祭（英語：The Galway Arts Festival、アイルランド語：Féile Ealaíon na Gaillimhe）はアイルランド共和国ゴールウェイにおいて毎年7月に行われる芸術祭。1978年に第一回目が開催されアイルランド最大の芸術祭に成長した。国際的な芸術家達を集めると同時に地元や国民的なパフォーマーのための舞台を提供する。
祭りのイベントにはパレード、ストリートパフォーマンスや無数の劇、ミュージカルコンサート、コメディ演劇が含まれる。
非営利の慈善団体であるGalway Arts Festival Ltd.により運営される。